# 笑福亭梅香
笑福亭 梅香（しょうふくてい ばいか）は、上方落語の名跡。現在は空き名跡となっている。なお「梅香」の名跡には、他に桂梅香がある。明治から大正にかけての番付に「梅香」の名はよく見られるが、一体、何人の梅香がいたのか、詳細は不明である。本項では桂梅香についても詳細。

五枚笹は、笑福亭一門の定紋である。

- 笑福亭梅香 - （生没年不詳）安政頃、素噺で有名だった林家正三に対抗し、鳴物入り茶屋噺で評判を取ったという。その他の詳細不明。
- 笑福亭梅香 - 後の初代桂文枝
- 笑福亭梅香 - 後の二世曽呂利新左衛門。

## 三遊亭海老丸
- 笑福亭梅香（? - 1899年8月2日）

### 経歴
- 初めは2代目笑福亭松鶴の門下。
  - 笑福亭九鶴となる。
  - 笑福亭梅香を名乗る。
- 後に東京へ移り、4代目三遊亭圓生門下で三遊亭海老丸を名乗る。享年未詳。
- 『落語系圖』では、この「海老丸の梅香」と次代「呑んだの梅香」を混同しているようである。

## 5人目
笑福亭 梅香（1855年 - 1912年秋）は、本名: 飛呂 秀吉。

### 経歴
- 享年未詳。
- 1872年
  - 初代桂梅枝の門で梅寿。
  - 桂文昇（代数不明、初代ないし2代目）の門で文車。
- 1887年に3代目松鶴の門で笑福亭圓光となる。
- 1904年に3代目梅香を襲名。

### 人物
俗に「呑んだの梅香」と言い大酒呑みだった事が窺える。三友派の幹部として活躍するが、1912年秋には没していた。

### 得意ネタ
- しんこや新兵衛
- 雑穀八
- 猿後家など

## 6人目
笑福亭梅香（明治2年 - ?）

### 経歴
- 明治20年代に3代目松鶴門下で、初代笑福亭光鶴を名乗る。
- 1896年に松助に改名。
- 1907年に3代目笑福亭圓笑門下で笑福亭鱗史となる。
- 1910年に4代目松鶴門下で笑福亭呂角に改名。
- 1920年ごろに梅香を襲名。

### 人物
- 松助時代から俄や幇間に転じるなど動向が不安定である。
- 1928年に「桑名船」をラジオで演じている。
  - 以降消息不明。
  - 享年不詳。
- 互楽派時代に最も活躍したという。

### 得意ネタ
- 虱茶屋
- 蜜柑屋
- 胴取り

などの即席噺を好んで演じていた。
余談

## その後
6代目笑福亭松鶴の遺言には、笑福亭鶴瓶が「梅香」の名を継ぐようにと書かれてあった。しかし長きに渡り名を継ぐ者の居ない名跡は正しい読みが判らない場合がある。にもかかわらず遺言には読みが書かれていなかったために「ばいか」や「ばいこ」、そして「うめか」であれば良いが、もしも「うめこ」であったなら大阪人の発音では女性器を表す三文字と聞き分けがつかない為沙汰止みとなり、襲名する予定は未だにない。